# Evangelický kostel (Vlachovo)
Evangelický kostel nalézající se ve slovenské obci Vlachovo je původně gotický kostel, který byl 1. ledna 1988 prohlášen národní kulturní památkou Slovenské republiky. Z architektonického hlediska se jedná o drobnou jednolodní stavbu se zaobleným závěrem presbytáře a věží orientovanou k západu. Kostel je součástí oploceného areálu.

## Historie
Evangelický kostel byl postaven pravděpodobně koncem 15. století již v dnešním rozsahu. Podle místní tradice jej nechali postavit husité. Opevnění kostela v podobě zdi se střílnami bylo vybudováno v 17. století, v období stavovských povstání. Podle historických pramenů bylo původním patrociniem kostela Očišťování Panny Marie.
Kostel prošel zásadní rekonstrukcí kolem roku 1870, kdy byl ve špatném technickém stavu. Na rekonstrukci kostela se tehdy podílel i hrabě Emanuel Andrássy. Tehdy byla nově zaklenuta loď i presbytář. Z původního gotického kostela tak zůstaly stát pouze obvodové zdi a věž. Po požáru v roce 1904 byl znovu přestavěn. Poslední obnova proběhla v letech 1948-1950.

## Vybavení kostela
V podvěží kostela se nacházejí kované dveře ze 16. století zasazené do gotického portálu. Podvěží je zaklenuté a obsahuje původní gotická okna s ostěním. Oltář je novodobý, vznikl kolem roku 1880 v souvislosti s přestavbou kostela. V kostele se nachází pět zvonů z let 1904 a 1922. Přítomnost fresek uvedených v soupisu kostelů ostřihomské arcidiecéze z let 1733 až 1737 nebyla dosud potvrzena.